# イセエビ下目
イセエビ下目（イセエビかもく、学名: Achelata）は十脚目の下位分類群の1つ。イセエビ、ハコエビ、ウチワエビ、ゾウリエビ、セミエビなど、大型の海生エビ類を含む。
Achelata は "A" = 「- が無い」、"chelata" = 「はさみ」で、「はさみがない」という意味をもつ。
かつて Borradaile (1907) により、現在のセンジュエビ下目 Polychelida と併せてイセエビ下目 Palinura （和名は Achelata と同じ）としてまとめられたが、別系統であることが判明し Scholtz & Richter (1995) により分離された。

## 特徴
全ての種類が海産で、おもに熱帯から亜熱帯にかけて分布する。
浅海から深海まで多くの種類があり、成体の体長は数cmほどのヒメセミエビ類から50cmを超えるニシキエビまで種類によって異なるが、体長20cmを超えるものが多く、エビとしては大型である。大型種はどれも食用として漁獲され、重要な水産資源となっているものも多い。
体のみならず、歩脚と第2触角にも外骨格が発達する。第2触角は節が少ない。メスの第5歩脚は卵の世話をするために小さな鋏脚になるが、他の歩脚に鋏はない。
成体に長距離を泳ぐ遊泳力は無く、全て海底を歩行しながら生活する。成体はどれも分厚く頑丈な外骨格をもつ。受精卵は他のエビ亜目と同様にメスが腹肢に抱え、孵化するまで保護する。
孵化したばかりの幼生はフィロソーマ幼生 (phyllosoma) と呼ばれ、広葉樹の葉のような体に長い遊泳脚を持つ独特の形態をしている。フィロソーマ幼生はプランクトンとして海中を浮遊するが、遊泳期間は他のエビ目よりも比較的長く、また数cm程度と浮遊生活を送る幼生としてはかなりの大きさにまで成長し、この時期を活かして分布を広げる。形態や生態が親とはかけ離れているため、19世紀に発見された当初はエビ目の新分類群として記載された。成長した幼生はそれぞれの生息に適した場所に定着し、稚エビに変態して定着する。

## 分類
De Grave et al. (2009) による。
化石種のみを含む科が2科ある。それぞれ1属ずつを含む。
- †Cancrinidae Beurlen, 1930 - Cancrinos
- †Tricarinidae Feldmann, Kolahdouz, Biranvand & Schweigert, 2007 - Tricarina

現生種を含む科は2科。詳細は各項目を参照。
- イセエビ科 Palinuridae Latreille, 1802 - 約12属60種。イセエビ・リョウマエビ・ハコエビなど。
- セミエビ科 Scyllaridae Latreille, 1825 - 約20属90種。セミエビ・ウチワエビ・ゾウリエビ・ヒメセミエビなど。

かつては、この2科に加えヨロンエビ科 Synaxidae が存在し、ヨロンエビ属 Palinurellus と Palibythus が含まれていた。Davie (1990) がヨロンエビ科をイセエビ科に統合して以来、両説が並存していたが、分子系統解析により、この2属は基底的なイセエビ科であると判明した。

## 旧イセエビ下目に含まれていた群
旧イセエビ下目 Palinura に含まれていた群を、現在の分類に則して記す。

### センジュエビ下目
センジュエビ上科 Eryonoidea De Haan, 1841 や、いくつかの上科不明の属として含まれていた。
成体の体長は10cmほど。複眼が小さく、触角も短い。体表の殻は小さな棘や剛毛が密生する。体の殻は堅いが、歩脚は細長くあまり強靭ではない。歩脚は5対のうち前4対が鋏脚で、特に第一歩脚が長い。
深海生で、他の食用種と共に混獲されるが、漁獲量は少なく食用にならない。これまでに世界各地で多くの種類が報告されているが、生態にはまだ謎が多い。
- センジュエビ下目 Polychelida Scholtz & Richter[6], 1995
  - Coleiidae †
  - メナシエビ科　Eryonidae †
  - Palaeopentachelidae †
  - センジュエビ科 Polychelidae - センジュエビ など
  - Tetrachelidae †

### ムカシイセエビ下目
ムカシイセエビ下目 Glypheidea は、ザリガニ下目に近縁な下目。いくつかの絶滅属が Polychelida から移された。
- Mecochirus †
- Pemphix †

### 下目不明
- Phalangites †